# Neivamyrmex guerinii
Neivamyrmex guerinii é uma espécie de formiga do gênero Neivamyrmex.